# Hagi (stad)
Hagi (japanska: 萩市?, Hagi-shi) är en stad i Yamaguchi prefektur på sydvästra delen av ön Honshū i Japan.  Hagi fick stadsrättigheter 1932 och staden utökades 2005 med sex närliggande kommuner.
Till staden hör även ön Mishima (japanska: 見島?), ca 25 km från Honshūs kust, med ca 1.000 invånare.